# Монтеалегре, Эдуардо
Эдуардо Монтеалегре Ривас (исп. Eduardo Montealegre Rivas; 9 мая 1955, Манагуа) — никарагуанский предприниматель-финансист, либеральный политик и государственный деятель, один из лидеров антисандинистской оппозиции. Занимал министерские посты в правительствах Арнольдо Алемана и Энрике Боланьоса. Кандидат в президенты Никарагуа (2006) и в мэры Манагуа (2008). С 2003 по 2016 являлся лидером Независимой либеральной партии.

## Бизнесмен и министр
Родился в семье финансиста. В 1976 окончил Брауновский университет, в 1980 — Гарвардскую школу бизнеса. Специалист по финансам и стратегическому планированию бизнеса. Занимался банковским бизнесом, работал в финансовых организациях и инвестиционных компаниях Никарагуа, Коста-Рики и Панамы. Состоял в руководящих органах ряда предпринимательских организаций и благотворительных фондов.
В 1990-х годах Эдуардо Монтеалегре включился в политическую деятельность. Вступил в правую Либерально-конституционную партию (ЛКП). В 1998—1999 — секретарь президента Никарагуа Арнольдо Алемана. В 1999—2000 — министр иностранных дел Никарагуа.
В 2000 Монтеалегре ушёл в отставку из-за несогласия с «теневыми» политическими (сговор с СФНО, приведший к «двухпартийной диктатуре») и финансовыми (крупномасштабная коррупция) махинациями Алемана. Вернулся в правительство после смены главы государства. В 2002—2003 Эдуардо Монтеалегре занимал пост министра финансов в правительстве Энрике Боланьоса, затем руководил президентским аппаратом.

## Независимый оппозиционер
Эдуардо Монтеалегре вышел из ЛКП в знак протеста против закулисного контроля над партией со стороны осуждённого за коррупцию экс-президента Алемана. Возглавил Независимую либеральную партию. Жёстко критиковал Арнольдо Алемана и Даниэля Ортегу за коррупцию и закулисные сговоры. Пользовался поддержкой американского посольства.
Специальная комиссия Национальной ассамблеи предъявляла Эдуардо Монтеалегре обвинение в махинациях на посту министра финансов — выпуске облигаций государственного займа на сумму 400 миллионов долларов в интересах банков-банкротов. Однако доказательно обосновать обосновать обвинение не удалось. Монтеалегре не признал своей ответственности и посчитал обвинение попыткой политической расправы со стороны «либеральной и сандинистской верхушки».
В 2005 Монтеалегре возглавил Никарагуанский либеральный альянс — политический проект независимых правых либералов, призванный создать альтернативу СФНО Ортеги и ЛКП Алемана. 6 ноября 2006 Монтеалегре участвовал в президентских выборах, собрал почти 29 % голосов, но уступил Ортеге, получившему 38 %. Монтеалегре в своей программе делал упор на политическую демократизацию, поддержку предпринимательства, высказывался за участие Никарагуа в Центральноамериканской зоне свободной торговли. Ортега, высказывая сожаление об «ошибках прошлого» (марксистского правления СФНО 1980-х), акцентировал католические ценности, выступал за протекционизм и социальную помощь малоимущим.
Как кандидат, вышедший на второе место, Эдуардо Монтеалегре получил депутатский мандат в никарагуанском парламенте. В 2008 Монтеалегре баллотировался в мэры Манагуа, но проиграл кандидату СФНО, известному боксёру и бывшему контрас Алексису Аргуэльо. Оппозиция оспорила результаты, посчитав их сфальсифицированными, но протест не имел последствий.

## Либеральный лидер
Возглавляя Независимую либеральную партию, Эдуардо Монтеалегре являлся депутатом Национальной ассамблеи, потенциальным кандидатом на высшие государственные посты. В августе 2014 Монтеалегре от имени независимых либералов подписал соглашение о межпартийном сотрудничестве с ЛКП — считая, что совместное противостояние СФНО на предстоящих в 2016 году выборах важнее отношения к Арнольдо Алеману. Выступает за максимальную консолидацию либеральных сил Никарагуа.
В июне 2015 Эдуардо Монтеалегре принял участие в цюрихском совещании руководства Либерального Интернационала. Говоря о никарагуанских проблемах, Монтеалегре привлёк внимание к «демонтажу законности», совершаемому администрацией Ортеги. В частности, он осудил проект строительства в Никарагуа трансокеанского канала как экономически необоснованный, экологически опасный и мотивированный политическими нуждами авторитарного правительства.
В своём выступлении Монтеалегре подверг жёсткой критике идеологию «Социализма XXI века» — «предательства свободы за обещание равенства». Он подчеркнул приверженность принципам либерализма — частной собственности, конкуренции, торговле — как основе свободы и процветания.

## Отстранение от партийного руководства
На президентских выборах 2016 ожидалось выдвижение кандидатуры Эдуардо Монтеалегре от Независимой либеральной партии. Однако в августе 2016 года Верховный суд, контролируемый СФНО, отстранил Монтеалегре от руководства партией. Это вызвало протесты сторонников Монтеалегре. В результате судебным решением 16 депутатов никарагуанского парламента были лишены мандатов. Таким образом власти обеспечили лояльность нового руководства PLI во главе с Педро Рейесом Валлехосом.